# Habrophylla euryzona
Habrophylla euryzona är en fjärilsart som beskrevs av Oswald Beltram Lower 1902. Habrophylla euryzona ingår i släktet Habrophylla och familjen tofsspinnare. Inga underarter finns listade i Catalogue of Life.